# Luisa de Anhalt-Dessau (1798-1858)
Luisa Federica de Anhalt-Dessau (en alemán: Luise Friederike von Anhalt-Dessau; Dessau, 1 de marzo de 1798 – Homburg, 11 de junio de 1858) fue un miembro de la Casa de Ascania y princesa de Anhalt-Dessau por nacimiento. A través de su matrimonio con el landgrave Gustavo de Hesse-Homburg, se convirtió en landgravina consorte de Hesse-Homburg desde 1846 hasta 1848.

## Familia
Nació el 1 de marzo de 1798 en Dessau como el quinto vástago y segunda hija del príncipe heredero Federico de Anhalt-Dessau y de su esposa, la landgravina Amalia de Hesse-Homburg, hija del landgrave Federico V de Hesse-Homburg. Fue sordomuda de nacimiento.

## Matrimonio e hijos
El 12 de febrero de 1818 en Dessau, Luisa contrajo matrimonio con su tío Gustavo, landgrave de Hesse-Homburg, hermano de su madre. 
Gustavo y Luisa tuvieron tres hijos:
- Carolina (1819-1872); casada en 1839 con el príncipe Enrique XX de Reuss-Greiz (1794-1859).[3]
- Isabel (1823-1864).
- Federico (1830-1848).

## Muerte
El landgrave Gustavo murió el 8 de septiembre de 1848 en Homburg. Luisa lo sobrevivió nueve años y falleció el 11 de junio de 1858 en la misma ciudad, siendo sepultada en el Mausoleo de los Landgraves.

## Títulos y tratamientos
- 1 de marzo de 1798 - 12 de febrero de 1818: Princesa Luisa de Anhalt-Dessau.[1]
- 12 de febrero de 1818 - 15 de diciembre de 1846: Princesa Luisa de Anhalt-Dessau, landgravina de Hesse-Homburg.[1]
- 15 de diciembre de 1846 - 8 de septiembre de 1848: Landgravina consorte de Hesse-Homburg.[1]
- 8 de septiembre de 1848 - 11 de junio de 1858: Landgravina viuda de Hesse-Homburg.[1]